# George Payne Rainsford James
Pour les articles homonymes, voir James.
George Payne Rainsford James, né le 9 août 1799 dans le quartier londonien de Mayfair et mort le 9 juin 1860 à Venise est un auteur de romans historiques anglais.

## Résumé biographique
Fils d'un médecin londonien, il commence très tôt à écrire des romans. Il fait une carrière diplomatique, occupant durant de nombreuses années des postes de consul britannique aux États-Unis et sur le continent européen. Il obtient la charge honorifique d'historiographe royal de Grande-Bretagne lors de la dernière année du règne de Guillaume IV.

## Son œuvre littéraire
Il se lance dans l'écriture à un âge précoce et maintient par la suite une abondante production, qui finira par atteindre les 100 volumes. Cette activité massive n'a pas laissé de trace notable pour la postérité, mais ses livres ont connu sur le moment une popularité considérable. Parmi ceux-ci, on peut citer :
- Richelieu (1829),
- Philippe Auguste (1831),
- The Man at Arms (1840),
- Le huguenot (1838),
- The Robber (Le voleur) (1839),
- Henri de Guise (1839),
- The Commissioner: or, De lunatico Inquirendo (1843),
- Azincourt (1844),
- The King's Highway (Les Grands Chemins du roi) (1840),
- The Smuggler (1845).

En plus de ses romans, il est l'auteur de Memoirs of Great Commanders (Mémoires des Grands généraux), d'une vie du Prince Noir, et d'autres œuvres historiques et biographiques.